# San Pietro di Castello (isola)

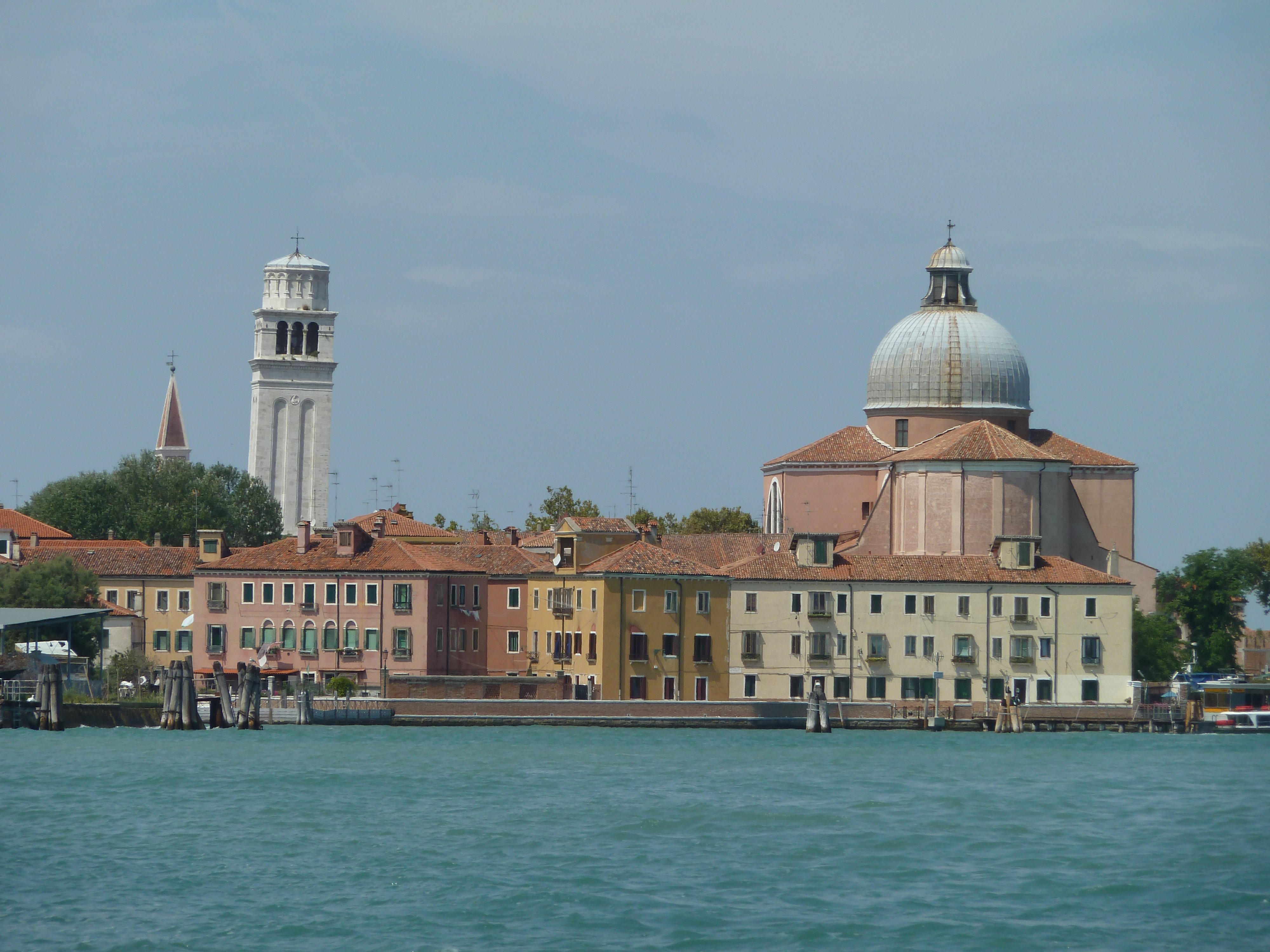
Vista dell'isola

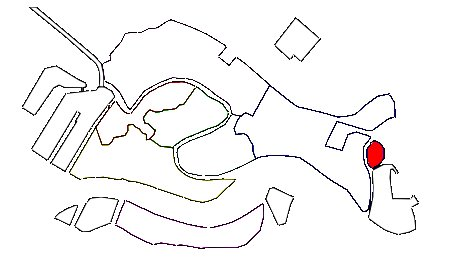
Localizzazione dell'isola

L'isola di San Pietro di Castello (San Piero de Casteo in dialetto locale) è un isolotto posto all'estremità orientale del centro storico di Venezia e compreso nel sestiere di Castello.
In origine costituiva il cuore di Olívolo, che con Rialto e altri isole minori rappresentò uno dei primi insediamenti della Laguna Veneta, corrispondente all'area del castrum Helibolis (da cui il nome Olivolo), un comando bizantino esarcale sulla via navigabile endolitoranea di età imperiale che collegava Ravenna con Aquileia.
Era sede di una diocesi, nel 1451 trasformata nel patriarcato di Venezia.
Vi si trova la basilica di San Pietro di Castello.
Anche dopo la formazione dell'attuale Venezia, rimase a lungo separata dal resto della città dall'ampio canale di San Pietro. A partire dall'Ottocento i collegamenti sono assicurati da due ponti di legno: il ponte di San Pietro e il ponte di Quintavalle, di recente rimodernati.